# Puccinia patruelis
Puccinia patruelis är en svampart som beskrevs av Arthur 1910. Puccinia patruelis ingår i släktet Puccinia och familjen Pucciniaceae.   Inga underarter finns listade i Catalogue of Life.